# Gand-Menin
Gand-Menin (en néerlandais : Gent-Menen) est une course cycliste sur route belge. Créée en 2003, il s'agit d'une course d'un jour faisant partie du calendrier international juniors masculin. Depuis 2017, la course est renommée Menin-Kemmel-Menin.

## Palmarès
| Année | Vainqueur         | Deuxième             | Troisième         |
| ----- | ----------------- | -------------------- | ----------------- |
| 2003  | Mike Alloo        | Efraim Esther        | Egon van Kessel   |
| 2004  | Nick Mertens      | Ken Devos            | Jonas Decouttere  |
| 2005  | Jérémy Honorez    | Steven Van Cauteren  | Niki Østergaard   |
| 2006  | Jan Ghyselinck    | Laurent Vanden Bak   | Brecht Dhaene     |
| 2007  | Thomas Chamon     | Kirill Pozdnyakov    | Bradley Potgieter |
| 2008  | Valentin Ghilbert | Tim De Troyer        | Kevin Callens     |
| 2009  | Joeri Stallaert   | Ludwig Lafillé       | Niels Reynvoet    |
| 2010  | Jasper Baert      | Florian Sénéchal     | Jens Wallays      |
| 2011  | Amaury Capiot     | Paco Ghistelinck     | Daan Myngheer     |
| 2012  | Caleb Ewan        | Dylan Kowalski       | Bradley Linfield  |
| 2013  | Guillaume Seye    | Julien Van Haverbeke | Gill Meuheus      |
| 2014  | Magnus Bak Klaris | Daan Mertens         | Douwe Daatselaar  |
| 2015  | Jarno Mobach      | Ramon van Bokhoven   | Bram Welten       |